# هاکی روی یخ در المپیک زمستانی ۲۰۱۸
هاکی روی یخ یکی از مسابقات بازی‌های المپیک زمستانی ۲۰۱۸ است که از ۱۰ تا ۲۵ فوریه در دو بخش مردان و زنان برگزار شده‌است.

## نتایج

### جدول مدال‌ها
| رتبه           | کشور                         | طلا | نقره | برنز | مجموع |
| -------------- | ---------------------------- | --- | ---- | ---- | ----- |
| ۱              | ایالات متحده آمریکا (USA)    | ۱   | ۰    | ۰    | ۱     |
| ۱              | ورزشکاران المپیک روسیه (OAR) | ۱   | ۰    | ۰    | ۱     |
| ۳              | کانادا (CAN)                 | ۰   | ۱    | ۱    | ۲     |
| ۴              | آلمان (GER)                  | ۰   | ۱    | ۰    | ۱     |
| ۵              | فنلاند (FIN)                 | ۰   | ۰    | ۱    | ۱     |
| مجموع (۵ کشور) | مجموع (۵ کشور)               | ۲   | ۲    | ۲    | ۶     |

### مدال‌آوران
| رویداد | طلا | نقره | برنز |
| مردان  | ورزشکاران المپیک روسیه (OAR) · سرگی آندرونوف · الکساندر بارابانوف · پاول داتسوک · ولادیسلاوف گاوریکوف · میخائیل گریگونکو · نیکیتا گوسف · ایلیا کابلوکوف · سرگی کالینین · کیریل کاپریزوف · بوگدان کیسلویچ · واسیلی کوشچکین · ایلیا کووالچوک · الکسی مارچنکو · سرگی موزیاکین · نیکینا نستروف · نیکولای پروخورکین · ایگور شستیورکین · وادیم شیپاچیوف · سرگی شیروکوف · ایلیا سوروکین · ایوان تلگین · ویاچسلاف ووینوف · ایگور یاکوفلف · آرتیوم زوب · آندری زوبارف | آلمان (GER) · Sinan Akdag · Danny aus den Birken · Daryl Boyle · Christian Ehrhoff · Yasin Ehliz · Dennis Endras · Gerrit Fauser · Marcel Goc · Patrick Hager · Frank Hördler · Dominik Kahun · Marcus Kink · Björn Krupp · Brooks Macek · Frank Mauer · Jonas Müller · Moritz Müller · Marcel Noebels · Leonhard Pföderl · Timo Pielmeier · Matthias Plachta · Patrick Reimer · Felix Schütz · Yannic Seidenberg · David Wolf | کانادا (CAN) · رنه بورک · ژیلبرت بروله · اندرو ابت · استفان الیوت · چی جنووی · کودی گولوبف · مارک-آندری گرانیانی · کویینتون هویدن · کریس کلی · راب کلینکامر · براندون کوزن · ماکسیم لاپیر · کریس لی · مکسیم نورو · اریک اودل · جاستین پیترز · کوین پولین · میسون ریموند · مت رابینسون · درک روی · بن اسکریونز · کارل استولری · کریستین توماس · لیندن وی · وویتک وولسکی                                    |
| زنان   | ایالات متحده آمریکا (USA) · کیلا بارنز · کیسی بلامی · هانا برنت · کندال کوین · دنی کامرانزی · بریانا دکر · مگان دوگان · کالی فلاناگان · نیکول هنزلی · مگان کلر · آماندا کسل · هیلاری نایت · جاسلین لامورو-دیویدسون · مونیک لامورو · جیجی ماروین · سیدنی مورین · کلی پانک · آماندا پلکی · امیلی فالزر · الکس ریگزبی · مدی رونی · هیلی اسکاروپا · لی استکلاین                                                                                                  | کانادا (CAN) · مگان آگوستا · بیلی برام · امیلی کلارک · ملودی دوست · آن-رنه دبیان · رناتا فست · لارا فورتینو · هیلی اروین · برایان جنر · ربکا جانستون · ژنوی‌یو لکس · بریژیت لاکت · ژوسلین لروک · مگن میکلسون · سارا نرس · ماری-فیلیپ پولان · لورین روژو · ژیل سولنیه · ناتالی اسپونر · لارا استیسی · شانون سابادوش · بلیر ترنبول · جن ویکفیلد                                                                                   | فنلاند (FIN) · Sanni Hakala · Jenni Hiirikoski · Venla Hovi · Mira Jalosuo · Michelle Karvinen · Rosa Lindstedt · Petra Nieminen · Tanja Niskanen · Emma Nuutinen · Isa Rahunen · Annina Rajahuhta · Meeri Räisänen · Noora Räty · Saila Saari · Ronja Savolainen · Eveliina Suonpää · Sara Säkkinen · Susanna Tapani · Noora Tulus · Minnamari Tuominen · Ella Viitasuo · Riikka Välilä · Linda Välimäki |

## شرکت‌کنندگان
- کانادا (۴۸)
- جمهوری چک (۲۵)
- فنلاند (۴۸)
- آلمان (۲۵)
- ژاپن (۲۳)
- کره (۳۵)
- نروژ (۲۵)
- ورزشکاران المپیک روسیه (۴۸)
- اسلواکی (۲۵)
- اسلوونی (۲۵)
- کره جنوبی (۲۵)
- سوئد (۴۸)
- سوئیس (۴۸)
- ایالات متحده آمریکا (۴۸)